# 腻脚彝族乡
腻脚彝族乡是中华人民共和国云南省文山壮族苗族自治州丘北县下辖的一个民族乡。

## 行政区划
腻脚彝族乡下辖以下村级行政区划单位：
腻脚村、阿落白村、鲁底村、大铁村、架木革村、地白村和腻革龙村。

## 中国传统村落
2013年8月，老寨村被评为第二批中国传统村落。